# Giuseppe De Liguoro
Giuseppe de Liguoro (10 de enero de 1869 - 19 de marzo de 1944) fue un actor y director cinematográfico de nacionalidad italiana, activo en la época del cine mudo.

## Biografía
Nacido en Nápoles, Italia, su nombre completo era Giuseppe Dei Conti de Liguoro Presicce. Pertenecía a la familia aristocrática napolitana de los Ligorio, rama de los condes de Presicce, siendo sus padres Luigi y Luigia Cobianchi.
Inició su carrera artística como actor teatral, debutando en 1894 en el Teatro Alfieri de Florencia con la interpretación del personaje de Orazio en Hamlet, de Shakespeare, formando parte de la compañía teatral de Libero Pilotto y Ermete Zacconi.
Posteriormente dirigió una compañía propia, con un repertorio clásico. En 1908 abandonó el teatro para dedicarse al cine, trabajando para los estudios Comerio Films de Milán, más adelante llamados Milano Films, como director artístico. En esta compañía, De Liguoro rodó sus primeros éxitos, los cuales eran adaptaciones de obras literarias y teatrales o temas de carácter político y social, como Marin Faliero, doge di Venezia (1909), Edipo re (1910) y L'Odissea (1911). Tuvo gran relevancia Gioacchino Murat - Dalla locanda al trono, film basado en la vida de Joaquín Murat, y que se rodó con una impresionante escenografía y con la actuación de 400 extras. Al siguiente año rodó L'inferno, una de las primeras adaptaciones al cine del célebre Infierno de Dante.
En 1913 dirigió el largometraje Giuseppe Verdi nella vita e nella gloria para Labor Films, sobre la vida de Giuseppe Verdi. En 1914 se pasó a los estudios Gloria Films, de Turín, y después a Etna film, de Catania. En Sicilia se reafirmó como uno de los principales cineastas de la época, trabajando como director artístico de la compañía y dirigiendo un importante número de películas que obtuvieron un buen resultado de taquilla, entre ellas Christus (1914), Il cavaliere senza paura (1915) y Patria mia! (1915).
Más adelante fue contratado por Caesar Film, estudio para el que dirigió algunos filmes protagonizados por Francesca Bertini en 1916, My little Baby, Odette y La perla del cinema, entre otros.
Desde 1917 a 1923 trabajó para Gladiator Film, el consorcio Unione cinematográfica italiana, y otros pequeños estudios. Sin embargo, en 1924 creó en Venecia una productora propia, Ultra-Visione, que rodó un único film, Il leone di Omar, el último largometraje dirigido por él. Finalmente, en 1931 dirigió un cortometraje sonoro titulado La canzone di Mirka.
Giuseppe de Liguoro falleció en Roma, Italia, en 1944. Fue padre de los actores y directores Wladimiro De Liguoro y Eugenio De Liguoro.

## Selección de su filmografía
- Il conte Ugolino (1908), director y actor
- Marin Faliero, doge di Venezia (1909), director y actor
- Martire pompeiana (1909), director
- Parisina (1909), director
- Carlo IX (1910), director y guionista
- Chicot (1910), director y guionista
- Edipo re (1910), director y actor
- Gioacchino Murat - Dalla locanda al trono (1910), director y actor
- L'odio (1910), director
- Re Lear (1910), director y actor
- San Paolo, dramma biblico (1910), director y actor
- Burgos (1911), director, guionista y actor
- Il coraggio della paura (1911), director y guionista
- L'Inferno (1911), codirigida con Francesco Bertolini y Adolfo Padovan, también actor
- L'Odissea, de Francesco Bertolini y Adolfo Padovan (1911)
- La cena del Borgia (1911), director, guionista y actor
- Re Enzo (1911), director y guionista
- Triste oblio! (1911), director y actor
- Genio malefico (1912), director y actor
- Brivido fatale (1912), director y guionista
- Il peccato dell'ingratitudine (1912), director
- La burla (1912), director y guionista
- La statua di carne (1912), director
- Redenzione di un'anima (1912), director y actor
- San Giorgio cavaliere (1912), director
- Giuseppe Verdi nella vita e nella gloria (1913), director
- Christus (1914), director
- Fiori d'amore... fiori di morte (1914), director
- Pagine sparse (1914), director
- L'appuntamento (1914), director
- La danza del diavolo (1914), director
- Il cavaliere senza paura (1915), director y actor
- Patria mia! (1915), director
- Baby l'indiavolata (1916), director
- La perla del cinema (1916), director y actor
- Lacrymae rerum (1916), director
- Odette (1916), director
- Addio, mia bella Napoli!... (1917), director
- Giosuè il guardacoste (1917), director, guionista y actor
- Le memorie di un pazzo (1917), director y guionista
- Lo scheletro di Cassio (1917), director
- Quando si ama (1917), director
- Iris (1918), director
- La morte rossa (1918), director
- Lorenzaccio (1918), director
- Il canto di Circe (1920), director y guionista
- La beffa della vita (1920), director y guionista
- Il leone di Omar (1924), director y guionista
- Il cavaliere senza paura (1925), director